# Sphingius nilgiriensis
Sphingius nilgiriensis är en spindelart som beskrevs av Gravely 1931. Sphingius nilgiriensis ingår i släktet Sphingius och familjen månspindlar. Inga underarter finns listade i Catalogue of Life.